# Alexandr Chanžonkov
Alexandr Alexejevič Chanžonkov (Алекса́ндр Алексе́евич Ханжо́нков, 8. srpna 1877 Chanžonkovka – 26. září 1945 Jalta) byl ruský filmový režisér, scenárista a producent, jeden z průkopníků kinematografie v carském Rusku.
Pocházel ze zchudlé šlechtické rodiny žijící v oblasti Donských kozáků. Absolvoval vojenskou školu v Novočerkassku a bojoval v rusko-japonské válce. V roce 1905 byl demobilizován v hodnosti podesaula a společně s bankéřem Ivanem Ozerovem začal podnikat v oblasti kinematografie. Původně distribuoval v Moskvě filmy francouzské společnosti Gaumont, od roku 1907 financoval také tvorbu originálních ruských snímků.
Společně s Vasilijem Gončarovem natočil v roce 1911 historický velkofilm z krymské války Obrana Sevastopolu, který byl prvním ruským celovečerním filmem. Financoval experimentální filmy Vladislava Stareviče včetně prvního loutkového filmu na světě Krásná Lukanida. V Chanžonkovově produkci vznikaly literární adaptace, dokumenty o ruském folklóru i naučné filmy, značný ohlas vzbudil hraný dokument Opilost a její důsledky s Ivanem Mozžuchinem v hlavní roli. Spolupracoval také s režiséry Jevgenijem Bauerem a Pjotrem Čardyninem a kameramanem Vladimirem Siversenem. Chanžonkovova společnost vydávala první ruský filmový časopis Pegas. V roce 1917 založil jaltské filmové studio.
Po říjnové revoluci odešel do exilu – žil ve Vídni, kde experimentoval se zvukovým filmem. Na pozvání sovětské vlády se v roce 1923 vrátil do vlasti a pracoval ve společnosti Proletkino. Po třech letech byl obviněn ze zpronevěry, pro nedostatek důkazů nakonec unikl vězení, ale byl poslán do předčasného důchodu. Závěr života strávil v Jaltě, upoután na invalidní vozík. V roce 1937 vydal knihu vzpomínek.
Chanžonkovův přínos ruské kultuře připomínají pomníky v Jaltě a Rostově na Donu.